# Luigi Raimondi
Luigi Raimondi (Acqui-Luserto, 25 oktober 1912 - Vaticaanstad, 24 juni 1975) was een Italiaans geestelijke en kardinaal van de Rooms-Katholieke Kerk.
Raimondi bezocht het seminarie van Acqui Terme en studeerde vervolgens aan de Pauselijke Lateraanse Universiteit en aan de Pauselijke Ecclesiastische Academie, de diplomatenopleiding van de Heilige Stoel. Hij werd op 6 juni 1936 priester gewijd. Van 1938 tot 1942 was hij secretaris van de apostolische nuntiatuur in Guatemala. In 1939 werd hij buitengewoon kamerheer van de paus. Van 1942 tot 1949 was hij auditor bij de apostolische delegatie in de Verenigde Staten. Van 1949 tot 1953 was hij werkzaam op de internuntiatuur in India. In 1951 werd hij Ereprelaat van Zijne Heiligheid. Hij werkte in 1953 enige tijd als ataflid op het Staatssecretariaat.
Paus Pius XII benoemde hem in 1953 tot titulair aartsbisschop van Tarso en tot nuntius in Haïti en apostolisch delegaat voor Brits en Frans West-Indië. Hij ontving zijn bisschopswijding uit handen van Adeodato Giovanni kardinaal Piazza. In 1956 werd hij overgeplaatst naar Mexico. Raiomondi nam deel aan het Tweede Vaticaans Concilie. In 1967 werd hij apostolisch delegaat in de Verenigde Staten.
Paus Paulus VI creëerde hem kardinaal in het consistorie van 5 maart 1973. De Santi Biagio e Carlo ai Catinari werd zijn titeldiakonie. Hierop werd hij benoemd tot prefect van de Congregatie voor de Heilig- en Zaligsprekingsprocessen. Hij overleed in 1975 aan de gevolgen van een zware hartaanval. Hij werd begraven in het familiegraf in Acqui Terme.
- International Standard Name Identifier: 0000 0000 6171 8789
- Istituto Centrale per il Catalogo Unico: CFIV043852
- Virtual International Authority File: 89047626